# Chemiestudium in Deutschland
Als Chemiestudium wird in Deutschland die Ausbildung zum Chemiker in einem Bachelor-, Master- oder Lehramtsstudiengang der Chemie an einer Universität oder Hochschule bezeichnet. In Deutschland waren bis etwa zum Jahr 2010 Diplomstudiengänge in der Chemie die normale Ausbildungsmöglichkeit, die weitestgehend durch die Bachelor- und Masterstudiengänge abgelöst wurde.

## Geschichtliches zum Chemiestudium
Das wissenschaftliche Chemiestudium entwickelte sich erst unter den Lehrern Justus Liebig (Theoretiker der Düngelehre) und Karl Wilhelm Gottlob Kastner um 1844 aus gewerblich-handwerklichen Disziplinen bzw. aus chemischen Unterbereichen des Medizinstudiums zu einem reinen Chemiestudium mit Laboratoriumsunterricht an Universitäten.
Zwischen 1848 und 1854 traten schwere Missernten in der Landwirtschaft in Deutschland auf; die Regierungen meinten, dass die revolutionären Stimmungen, die in der Revolution von 1848/49 zum Ausdruck kamen, in der Bevölkerung durch die Verschlechterung der landwirtschaftlichen Erträge mit ausgelöst worden seien. Darauf erfolgte eine stetige Unterstützung der Hochschulchemie nach den Ideen von Justus Liebig.
Für die ersten Hochschullehrer war der innere Drang zur Wahrheitsfindung für eine Befähigung zu einem Chemiestudium ausschlaggebend. Eine innovative Einstellung, die auf wissenschaftlichem Arbeiten und Beobachten sowie logischem Ableiten und Hypothesenbildungen basierte, war Grundvoraussetzung für den Zugang zum Chemiestudium. Die Vorstellung durch eine Entdeckung oder Erfindung viel Geld zu verdienen, war zwar ausgeprägt, jedoch nicht alleiniges Ziel der Studenten.
Justus von Liebig kritisierte die Gedanken von Francis Bacon, die Wissenschaft nur als nutzorientiert, zum wirtschaftlichen Vorteil zu betrachten:

„Der Grundsatz, der nach Zwecken der Nützlichkeit fragt, ist der offene Feind der Wissenschaft, welche die Wahrheit und nach Gründen sucht, und wir wissen mit Bestimmtheit, welche Stufe der Civilisation ein sonst begabtes Volk erreichen kann, welches die praktischen Ziele höher, als die der Wissenschaft gestellt hat.
… Selbst ein Schuhmacher, sei er noch so geschickt, wird, wenn er einen schlechten Charakter besitzt seinen Kunden schlechte Schuhe machen, weil es sehr viel schwerer ist gute als schlechte Schuhe zu machen, denn für gute Schuhe muß er gutes Leder wählen, und mit Sorgfalt auf die Arbeiten sehen, und so wird er stets nur nach seinem Nutzen fragen; sein Talent und seine Geschicklichkeit werden sich gegen uns wenden, die ihm vertrauen schenken, und er wird es vorziehen, wo er kann, den schlechten Schuhen das Aussehen guter zu geben, und uns im Stoff und in der Arbeit betrügen.“

Andere Chemiker, wie beispielsweise Friedrich Bergius, hatten jedoch durchaus eine wirtschaftliche Sicht zur Chemie und Wissenschaft.
Zwischen 1870 und 1900 gab es Diskussionen um die Inhalte des Chemiestudiums. Industrievertreter wünschten eine praxisnahe Ausbildung und vergleichbare Abschlüsse. Hochschullehrer wie Adolf von Baeyer oder Wilhelm Ostwald wünschten sich die Bewahrung der Freiheit in der Forschung.
Der Physikochemiker Paul Günther schrieb 1963: „Erkennen gilt als der edelste und menschlichste Akt, sofern dabei Gehalte erfaßt werden, in denen sich der Mensch entfaltet und an denen er sich innerlich bereichert.“
Bis zum heutigen Tage schult das anorganisch-analytische Praktikum logisches Denken und exaktes wissenschaftliches Arbeiten und ist damit der erste große praktische Befähigungsnachweis für ein Chemiestudium.
In der Frühphase des reinen Chemiestudiums (nach 1872) waren die Berufsaussichten für Chemiker noch keineswegs günstig, viele ausgebildete Chemiker waren arbeitslos und das Fach war als Wissenschaft noch keineswegs anerkannt. So lebte Friedrich August Kekulé als Privatdozent bei Bunsen in Heidelberg völlig vom eigenen Geld und bezahlte seine Forschungen und die Miete für das Labor aus eigenen Mitteln. Von 1888 bis 1914 stieg die Zahl der Chemiestudenten drastisch an. Die Chemiestudenten kamen fast ausnahmslos aus dem Bürgertum, Söhne aus dem Adel oder der Arbeiterschaft gab es kaum. Ein zehnsemestriges Studium kostete 1913 mit Prüfungsgebühren etwa 10.000 Mark.

Chemisches Labor der Universität Leipzig, 1898

Im Jahr 1888 gab es in Deutschland 20 Universitäten mit einem Chemiefachbereich und 9 Technische Hochschulen. Zwischen den mehr wissenschaftlich orientierten Universitäten und den stärker praxisorientierten Technischen Hochschulen – insbesondere bei der Einführung des Lehrfaches Technische Chemie – entzündete sich damals ein Disput über die Vorzüge der Hochschultypen. An den Technischen Hochschulen wurde zusätzlich auch Maschinenlehre, Baukonstruktion und Maschinenzeichnen unterrichtet.
Schon um 1900 umfasste das Chemiestudium die klassische Laborarbeit mit qualitativen und quantitativen anorganischen Analysen und organisch-präparativen Praktika. Auch Physik, Biologie, Mathematik und später auch verstärkt physikalische Chemie wurden gelehrt. Nach durchschnittlich zwei Jahren wurde das mündliche Vordiplom absolviert, nach einem oder zwei weiteren Jahren wurde die Diplomarbeit abgeschlossen. Der Regelabschluss des Chemiestudiums war die Promotion zum Doctor philosophiae (Dr. phil.) oder zum Doctor rerum naturalium (Dr. rer. nat.), wozu man 8–10 Semester benötigte.
Im Jahr 1913 waren 3240 Chemiestudenten an den deutschen Universitäten immatrikuliert. Jährlich verließen etwa 320 Chemiker die Universitäten. Nach dem Rückgang der Zahl der Chemiestudenten im Ersten Weltkrieg stieg sie schnell an und erreichte im Jahr 1922 mit 7325 Studenten und 1923 mit 1000 Chemieabsolventen einen Höhepunkt. 1927 verdüsterten sich die Aussichten für junge Chemiker, 2000 Chemiker waren arbeitslos – auch wenn Industriechemiker wie Carl Bosch betonten, dass Chemiker auch in schlechten Wirtschaftsjahren eingestellt und sie mitunter für eine Weile „auf Eis gelegt“ würden.
Von 1950 bis 1985 war die Arbeitslosigkeit bei Chemikern sehr gering. 1969 gab es in den alten Bundesländern über 8800 Chemiker, die eine Anstellung in der Chemieindustrie gefunden hatten. Weitere 8000 hatten eine Anstellung an den Universitäten im Bereich Forschung und Lehre. Auch in anderen Bereichen der Wirtschaft sowie in staatlichen und kommunalen Untersuchungsämtern fanden Chemiker Beschäftigung. Die Gesamtzahl der Chemiker lag damals – in den alten Bundesländern – bei 20.000.
In den alten Bundesländern studierten mehr Männer als Frauen, auch in der Chemieindustrie wurden männliche Bewerber bevorzugt. In den sechziger und siebziger Jahren lag der prozentuale Anteil der Chemiestudentinnen bei nur ca. 10 %. Noch im Jahr 1989 gab es nur 17,5 % Doktorandinnen in Chemie. In der DDR (bzw. den neuen Bundesländern) war die Zahl der männlichen Studenten (1325) und weiblichen Studentinnen (1350) in der Chemie im Jahr 1990 ausgeglichen; die Studentenzahl war jedoch planerisch festgelegt worden. In den alten Bundesländern lag die Zahl der Chemiestudenten im gleichen Jahr 1990 – auch bedingt durch die geburtenstarken Jahrgänge – bereits bei 36.400 (etwa ein Faktor 15 im Vergleich zu den neuen Bundesländern).
Seit Mitte der achtziger Jahre hatten sich die Arbeitsmarktchancen für Chemiker in den alten Bundesländern verschlechtert. 1983 lag die Zahl der Promotionen noch um 1000 pro Jahr, 1992 schon bei über 2200 pro Jahr.
Die jährliche Umfrage der GDCh an den Hochschulen (siehe unten) ergab Anfang der neunziger Jahre, dass über 20 % der gemeldeten Chemieabsolventen stellungssuchend waren. Die Zahl der suchenden Absolventen war vermutlich noch höher, da viele in befristeten Stellen „parkten“.
Im Jahr 1993, der schwersten Arbeitsmarktkrise für Deutschlands Chemiker seit 1929, gab es eine Diskussionsrunde bei der GDCh über „Berufsperspektiven und Studienanfänger“. Der Tenor der Diskussion war, dass die Neueinstellungen der Chemieindustrie auf 50 % gesenkt werden müssten, neue Tätigkeitsfelder für Chemiker erschlossen werden sollten (zum Beispiel bei Banken und Versicherungen), vorab eine stärkere Selektion und der „Mut zum Studienwechsel“ für weniger talentierte Chemiestudenten gestärkt werden sollte.
Im Jahr 2005 lag die Arbeitslosigkeit für Chemiker in den alten Bundesländern bei 9,1 %, in den neuen Bundesländern jedoch bei 24,3 %. 2009 lag in Deutschland der Anteil der stellensuchenden promovierten Chemiker laut GDCh bei 8 %, 2014 bei 13 %.

## Zulassungsbeschränkungen
Bundesweite Zulassungsbeschränkungen existieren nicht. Das Chemiestudium (Diplom, Staatsexamen, Bachelor) ist auch in den letzten 10 Jahren nicht durch Numeri clausi belegt gewesen, allerdings wurde in Bochum aufgrund hoher erwarteter Bewerberzahlen durch das Abitur ab 2013 eine Zulassungsbeschränkung beantragt, welche ab dem Wintersemester 2011/2012 in Kraft trat. An der RWTH Aachen gab es seit dem Wintersemester 2009/2010 einen Numerus clausus für den Bachelor-Studiengang. Lebensmittelchemie ist an einigen Hochschulen zugangsbeschränkt. Jedoch wird hier auch ein Großteil der Bewerber zugelassen, da die Bewerberzahl relativ niedrig ist. Studienrichtungen wie Biochemie oder Wirtschaftschemie haben häufig lokale, von der Hochschule festgelegte Zulassungsbeschränkungen. Informationen hierzu sind von der Wunschhochschule (Chemiefakultät, Studienberatung) zu erfahren.

## Studiengang Diplom-Chemie
Der Studiengang Chemie existiert in Deutschland an Universitäten und Fachhochschulen. Üblicherweise wurde er bis etwa 2010 mit dem akademischen Grad Diplom-Chemiker oder neuerdings an den meisten Universitäten mit dem Bachelor/Master of Science abgeschlossen. Zurzeit ist die TU Freiberg die einzige Universität, in der man sich in einen Studiengang Diplom-Chemie neu einschreiben kann. Daneben kann man Chemie meist auch als Nebenfach in einem Magisterstudium belegen. Besonders bei Technischen Hochschulen/Universitäten ist auch der Abschluss Diplom-Ingenieur Chemie (in der Regel in Verbindung mit Pflichtvorlesungen und einer Diplomprüfung in Technischer Chemie) möglich.
Das Grundstudium bestand aus Vorlesungen, Seminaren und Praktika. Die Leistungskontrolle erfolgte bei Vorlesungen durch Klausuren und bei Praktika durch Laborprotokolle. wurde in der Regel in 4–5 Semestern mit den Vordiplomsprüfungen abgelegt. Mit Abschluss des Vordiploms erhielt der Student ein Vordiplomzeugnis. Anschließend folgte das Hauptdiplom, welches normalerweise nach weiteren vier bis fünf Semestern absolviert wurde. Im Hauptdiplom konnte sich der Student auf ein Fachgebiet spezialisieren und dort seine Diplomarbeit anfertigen. In der Diplomarbeit musste der Student innerhalb eines halben bis ganzen Jahres seine Fähigkeiten in der Chemie nachweisen.

### Studienfächer
Die Inhalte im Grund- und Hauptstudium variieren je nach Hochschulort etwas. Manches, was unter Grundstudium wiedergegeben wird, ist an einem anderen Hochschulort Stoff des Hauptstudiums und umgekehrt. Außerdem sind die Pflichtfächer im Hauptstudium unterschiedlich festgelegt. An einigen Universitäten ist in der Regel Technische Chemie ein Pflichtfach oder es gibt besondere fachübergreifende Synthesepraktika. Außerdem ist an manchen Universitäten Theoretische Chemie in die Physikalische Chemie integriert, an anderen ist es eigenständiges (Pflicht)-Fach. Ferner gibt es eine große Fülle an Wahlpflichtfächern, das Angebot an den einzelnen Hochschulorten variiert jedoch sehr stark in Abhängigkeit von den sonst gelehrten Fächern.
- Im Grundstudium:
  - Allgemeine Chemie – allgemeine Grundlagen der Chemie
  - Physikalische Chemie – Chemische Thermodynamik, Elektrochemie, Reaktionskinetik, Einführung in die Quantenmechanik
  - Anorganische Chemie – Anorganisch-Qualitative Analytische Chemie, Eigenschaften der Metalle und Nichtmetalle (sog. Stoffchemie)
  - Organische Chemie – Stoffklassen und Funktionelle Gruppen, Reaktionsmechanismen
  - Analytische Chemie – Quantitative Analyse, Strukturanalytik
  - (Experimental-)Physik – allgemeinen Grundlagen der Experimentalphysik (Grundzüge aus Mechanik, Elektrizitätslehre, Magnetismus, Optik, Wärmelehre, Spezieller Relativitätstheorie, Atomphysik)
  - Mathematik – Analysis, Analytische Geometrie, Lineare Algebra, Statistik (besonders in der Mathematik variiert die Tiefe und der Umfang des Stoffes abhängig vom Hochschulort sehr stark)

Allgemeine und Anorganische Chemie wird in der Regel zusammen gelehrt und nicht als getrennte Fächer.
- Im Hauptstudium: Weitere vertiefende Vorlesungen in
  - Physikalische Chemie: Quantenmechanik, Transportprozesse, Reaktionskinetik, statistische Thermodynamik, Theorie der kondensierten Materie
  - Anorganische Chemie: Metallorganische Chemie, Bioanorganische Chemie, Festkörperchemie
  - Organische Chemie: Vertiefung der Reaktionsmechanismen, Naturstoffe, Retrosynthese und Syntheseplanung, Vertiefung der Kenntnisse in den Stoffklassen, spektroskopische Methoden, asymmetrische Synthese
  - Analytische Chemie: Instrumentelle Analytik, Sensorik
- Je nach Ausrichtung der im Fachbereich vorhandenen Professuren werden wahlweise zusätzlich vermittelt:
  - Umweltchemie
  - Mineralogie
  - Katalyse
  - Radiochemie
  - Technische Chemie
  - Makromolekulare Chemie
  - Biochemie
  - Theoretische Chemie
  - Biotechnologie
  - Metallkunde
  - Medizinische Chemie
  - Chemometrie
  - Photochemie
  - Elektrochemie

In der Regel kommen noch Rechtsgebiete für Chemiker und Toxikologie hinzu. Damit wird die Sachkunde nach der Chemikalien-Verbotsverordnung erworben, wenn die Vorlesungen von der zuständigen Landesbehörde anerkannt sind und der Besuch im Vor- oder Hauptdiplomzeugnis vermerkt wird.

### Statistik der Chemiestudenten
Die Gesellschaft Deutscher Chemiker führt Jahr für Jahr sehr umfangreiche Erhebungen über die Zahl von Chemiestudenten und der diplomierten und promovierten Chemiker an Universitäten und Technische Hochschulen durch. Ferner werden Statistiken über den beruflichen Verbleib von Chemieabsolventen geführt. Die Statistik erscheint jeweils im Juni mit den Daten des vergangenen Jahres. Die Daten werden der GDCh von den Chemie-Fachbereichen der einzelnen Hochschulen zur Verfügung gestellt.
Durch die Umstellung der Diplomstudiengänge in Bachelor-, Masterabschlüsse ab dem Jahre 2000 wurde die Auswertung schwieriger, da einige Chemiestudenten sowohl den Diplom- wie auch den Masterstudiengang gewählt haben bzw. Studenten, die vor der Reform ihr Diplomstudium begonnen haben, in das neue Bachelor-, Mastersystem übergewechselt sind. Diese Probleme werden mit dem Auslaufen der Diplomstudiengänge in einigen Jahren behoben sein.
Zwischen 1980 und 1985 hatte die Zahl der Chemiestudenten – bedingt durch die geburtenstarken Jahrgänge zwischen 1960 und 1965 – stark zugenommen. Da in diesen Jahren Lehramtsstudenten für Schulen weniger gefragt waren, wählten Abiturienten andere Studiengänge wie Informatik, Rechts-, Wirtschaftswissenschaften, Chemie. Die Zahl der Studienanfänger in Chemie blieb zwischen 1980 und 1991 sehr hoch (teilweise über 6500 Anfänger pro Jahr), schwächte sich seit 1993 ab. Zwischen 1993 und 1999 begannen jährlich nur noch ca. 3000 Abiturienten ein Chemiestudium.
An 55 Universitäten und Technischen Hochschulen kann Chemie studiert werden. Im Jahr 2011 begannen nach Angaben der GDCh insgesamt 7199 Anfänger ihr Chemiestudium, darunter 157 im Fach Wirtschaftschemie. Dies war gegenüber dem Vorjahr (5549) eine deutliche Steigerung. 36 % der Studienanfänger in der Chemie waren Frauen und 7 % Ausländer. Insgesamt studierten am Stichtag 31. Dezember 2011 16197 Studierende in Bachelor-, 4288 in Master- und 4490 in Diplom-Studiengängen Chemie. Dazu kamen 7403 Doktoranden, so dass die Gesamtzahl der Studierenden 32378 Personen betrug.
2011 bestanden noch 323 Studenten das Vordiplom. 1378 Personen, darunter 61 Wirtschaftschemiker schlossen ihr Studium mit dem Diplom ab. 1941 Absolventen haben den Bachelor-Studiengang erfolgreich beendet und 785 Personen, darunter 13 % ausländische Studenten dem Masterstudiengang. Die Zahl der Promotionen betrug im Jahr 2011 1670. Der Anteil der ausländischen Absolventen unter den Promovierten betrug 25 %. Die durchschnittliche Studiendauer der Promotion lag bei 8,3 Semestern und der Median bei 7,4 Semestern.
Rund 91 % der frisch diplomierten Chemiker begannen nach ihrem Abschluss mit der Promotion. 19 % wechselten dazu die Hochschule und 4 % das Fach. Knapp 6 % sind ohne Promotion ins Berufsleben gestartet. Bei den Master-Absolventen begannen 88 % ihre Promotion und 8 % starteten ins Berufsleben. Von den Bachelor-Absolventen, deren Verbleib bekannt ist, blieben 96 % an der Hochschule und nahmen ein Master-Studium auf.
Von den 2011 promovierten Chemikern wurden 37 % in der Chemischen und Pharmazeutischen Industrie eingestellt, dies war deutlich mehr als in den beiden Vorjahren. 10 % traten eine Stelle in der übrigen Wirtschaft an. 15 % nahmen eine zunächst befristete Stelle in der Industrie, einem Forschungsinstitut oder einer Hochschule im Inland an. Fast unverändert mit 19 % ist der Anteil derer, die nach der Promotion zunächst ins Ausland, in den meisten Fällen zu einem Postdoc-Aufenthalt gingen. 6 % der Absolventen blieben nach der Promotion im Forschungsbereich an einer Hochschule oder einem Forschungsinstitut, 5 % kamen im öffentlichen Dienst unter. 7 % der promovierten Absolventen waren zum Zeitpunkt der Umfrage stellensuchend. Dieser Wert lag im Vorjahr mit 8 % geringfügig höher. Der Wert der „echten“ Stellensuchenden dürfte wie in jedem Jahr niedriger liegen, da die Daten zum Stichtag 31. Dezember abgefragt werden. Absolventen, die im Januar oder Februar ihre neue Stelle antreten, werden also noch als stellensuchend erfasst.
Auch wenn viele Chemiker nach der Promotion einen sicheren Arbeitsplatz in der chemischen Großindustrie oder dem Öffentlichen Dienst anstreben, nehmen viele zunächst eine befristete Stellen an oder suchen sich in anderen Branchen einen Job. Der Arbeitsmarkt ist mal mehr, mal weniger aufnahmefähig. Viele Unternehmen sind umstrukturiert worden und die Konzerne investieren auch verstärkt im Ausland. Vom Jungchemiker wird erwartet, dass er unternehmerisch denken kann, möglicherweise Ideen zur Gründung eines eigenen Unternehmens hat. An der Universität in Karlsruhe gibt es sogar das Unterrichtsfach „Chemical-Entrepreneurship“ zur Verbesserung der Gründermentalität bei Chemikern.

#### Situation in Österreich
In Österreich wurde das Bachelor-Master-System im Studienjahr 2006 für fast alle Studien eingeführt. Die Studierendenzahlen werden seit einigen Jahren zentral erfasst. Für das Wintersemester 2018/19 wurden folgende Zahlen aus den Studienbereichen Chemie und Verfahrenstechnik veröffentlicht:
| Hochschule    | Studienart     | Anzahl |
| ------------- | -------------- | ------ |
| Universitäten | Bachelor       | 5.803  |
|               | Master         | 1.771  |
|               | Lehramt        | 560    |
|               | Diplom/Sonstig | 1.333  |
| FHen          | Bachelor       | 826    |
|               | Master         | 425    |

## Studiengang Biochemie

### Diplom-Studiengang

#### Grundstudium
Das Grundstudium im Diplom-Studiengang Biochemie ähnelt dem Grundstudium Chemie (Diplom) sehr.
Es sind folgende Fächer durch Lehrveranstaltungen enthalten.
- Allgemeine Chemie
- Anorganische Chemie
- Organische Chemie
- Physikalische und Theoretische Chemie
- Biochemie
- Experimentalphysik mit Mathematischen Grundlagen
- Biologie

Der Umfang der Physik und der Theoretischen und Physikalischen Chemie ist hierbei gegenüber dem Diplomstudiengang Chemie etwas reduziert, Biochemie und Grundlagen der Biologie kommen dafür hinzu.

#### Hauptstudium
Im Hauptstudium sind enthalten
- Anorganische Chemie
- Organische Chemie
- Biochemie
- Vertiefungen

Die Diplomarbeit dauert 6 Monate.

### Bachelorstudium
Im Bachelor of Science sind ebenfalls die klassischen Elemente des Grundstudiums enthalten:
- Allgemeine und Analytische Chemie
- Anorganische Chemie
- Organische Chemie
- Physikalische und Theoretische Chemie
- Makromolekulare Chemie
- Experimentalphysik mit Mathematischen Übungen
- Grundlagen der Biologie
- Biochemie (Grundlagen)

### Masterstudium
Die Curricula der Masterstudiengänge Biochemie sind alle sehr forschungsorientiert und spiegeln so die örtlichen Gegebenheiten wider. Eine vertiefende Ausbildung in Biochemie ist dabei die einzige Konstante. Die anderen Schwerpunkte in den Pflicht- und Wahlmodulen weisen dann eine Vielfalt auf, wie sie den Biowissenschaften entspricht, die vor Ort vertreten sind. Entsprechend gibt es mittlerweile auch viele Masterstudiengänge, deren Namengebung auf die entsprechenden Schwerpunkte hinweist. So ist es für Bachelorabsolventen, die einen für sie passenden Masterstudiengang suchen, schwierig, das ganze Angebot zu überblicken. Deshalb pflegt der Arbeitskreis „Studium Molekularer Biowissenschaften“ der Gesellschaft für Biochemie und Molekularbiologie eine Liste entsprechender Studiengänge (siehe Links).

### Statistik der Studenten in Biochemie und Life Sciences
Nach Angaben der GDCh betrug die Gesamtzahl der Studienanfänger in Biochemie im Jahr 2011 1410 Personen. Die Anfängerzahl nimmt damit seit 12 Jahren kontinuierlich zu. 2011 legten noch 84 Studenten das Vordiplom ab, 217 das Diplom. Die Anzahl der Masterprüfungen betrug 324 und die der Bachelor-Abschlüsse 550. Insgesamt 160 Promotionen in Biochemie meldeten die Universitäten im Jahr 2011. Wie jedes Jahr werden vermutlich nicht alle Promotionen in der Biochemie erfasst, weil rund ein Drittel der Diplom-Biochemiker für ihre Doktorarbeit die Hochschule oder den Fachbereich wechseln. Promotionen, die an einer Hochschule ohne eigenen Studiengang Biochemie angefertigt wurden, sollten dann beim Studiengang Chemie erfasst worden sein.
Von etwa 73 % der Bachelor-Absolventen war der weitere Berufsweg bekannt. 98 % davon setzten ihr Studium in einem Masterstudiengang fort. Auch die Master-Absolventen blieben fast alle an der Hochschule. 95 % von ihnen begannen eine Promotion.

## Studiengang Lebensmittelchemie
Der Studiengang ist dem Diplom-Studiengang sehr eng verwandt. An Universitäten an welchen Diplom- und Lebensmittelchemiker ausgebildet werden, werden Praktika im Grundstudium oft gemeinsam durchgeführt.
Der Studiengang endet mit einer staatlichen Prüfung, der Abschluss ist „staatlich geprüfter Lebensmittelchemiker“. Die meisten Hochschulen vergeben zusätzlich noch den Grad „Diplom-Lebensmittelchemiker“, da außer der mündlichen Prüfung auch eine praktische Abschlussarbeit angefertigt werden muss. Diese wird dann einer Diplomarbeit gleichgestellt.

### Studienfächer
- Grundstudium
  - Anorganische, Allgemeine und Analytische Chemie
  - Organische Chemie
  - Physikalische Chemie
  - Physik
  - Biologie (Schwerpunkt Botanik)
  - Mathematik
  - spezielle Rechtsgebiete für Chemiker
- Hauptstudium
  - Chemie der Lebensmittel
  - Chemie der Bedarfsgegenstände
  - Technologie der Lebensmittel und Bedarfsgegenstände (entspricht zu großen Teilen der Technischen Chemie)
  - Biochemie
  - Ernährungslehre
  - Mikrobiologie und Hygiene
  - Toxikologie und Umweltchemie

Die Prüfung ist ein Staatsexamen. Auf dieser Seite findet man auch Näheres zum Ablauf der Prüfungen und zu den Prüfungsfächern.
Sind die Fächer Rechtskunde und Toxikologie von der zuständigen Landesbehörde als Prüfung im Sinne der Chemikalien-Verbotsverordnung anerkannt und wird dies im Abschlusszeugnis vermerkt, so wird Sachkunde zum Handel mit Gefahrstoffen erworben.

### Statistik der Studenten in Lebensmittelchemie
Nach Angaben der GDCh begannen im Jahr 2011 539 Abiturienten ihr Studium in Lebensmittelchemie, davon 142 als Bachelorstudiengang. Die Gesamtzahl der Studenten in Lebensmittelchemie beträgt 2041, der Frauenanteil liegt bei 71 %.
291 Studenten schlossen die Vordiplomprüfung ab, 383 die Hauptprüfung (Diplom oder 1. Staatsexamen), 65 die Promotion.
Bis zur Hauptprüfung wurden durchschnittlich 9,9 Semester benötigt.

## Studiengang Wirtschaftschemie
Studiengänge in Wirtschaftschemie tragen seit Ende der 1990er Jahre der Tatsache Rechnung, dass in Unternehmen der Chemischen Industrie neben der Qualifikation für chemische Forschung und Entwicklung zunehmend auch Kompetenzen an der Schnittstelle zwischen Chemie und Betriebswirtschaftslehre gesucht werden, etwa in Produktion, Vertrieb, Controlling und Management.

### Bachelor-Studiengänge
Den Bachelor-Studiengang Wirtschaftschemie gibt es zusätzlich zum normalen Chemiestudiengang an verschiedenen Hochschulen (z. B. Heinrich-Heine-Universität Düsseldorf, RPTU Kaiserslautern-Landau (Standort Kaiserslautern), Universität Ulm, Christian-Albrechts-Universität zu Kiel, Universität Regensburg, TU Clausthal). Er unterscheidet sich durch die zusätzliche Integration von betriebswirtschaftlichen und chemiewirtschaftlichen Inhalten und einer gekürzten und fokussierten Ausbildung im Fach Chemie von einem reinen Chemiestudium und kann je nach Universität in 6 (180 Leistungspunkte) oder 7 Semestern (210 Leistungspunkte) mit dem Bachelor of Science (B.Sc.) abgeschlossen werden.
Je nach Universität wird im Bachelorstudiengang Wirtschaftschemie bereits ab dem ersten Semester auf die Integration betriebswirtschaftlicher und chemischer Inhalte eingegangen, d. h., es werden vom Studienbeginn an nahezu gleichgewichtig Lehrveranstaltungen in beiden Fächern besucht (das sog. „Bändermodell“). Dadurch ergeben sich das Einfinden in die unterschiedlichen Kulturen der Fächer, in ihre Arbeitsweisen und Denkstrukturen, und die Entwicklung der Fähigkeit, an der Schnittstelle der Fächer zu arbeiten, wie von selbst. Dieses Lehrangebot wird meist gemeinsam von Mathematisch-Naturwissenschaftlichen Fakultäten und Wirtschaftswissenschaftlichen Fakultäten getragen. Da die Chemie international vernetzt ist und der Studiengang Wirtschaftschemie auf Positionen im Management, Vertrieb, Controlling etc. vorbereitet, kommt dem Training der jeweiligen englischen Fachsprachen an manchen Universitäten eine besondere Bedeutung zu.

### Master-Studiengänge
Masterstudiengänge in Wirtschaftschemie werden ebenfalls von verschiedenen Universitäten in Deutschland angeboten. Hierzu gehört neben oben genannten Hochschulen auch die Westfälische Wilhelms-Universität in Münster. Zugangsvoraussetzung ist je nach Universität ein Bachelor of Science in Chemie oder in Wirtschaftschemie, oder ein äquivalenter Abschluss. Je nach vorherigem Bachelor-Studiengang (d. h. 6 oder 7 Semester, s. o.) sind die konsekutiven Masterstudiengänge dementsprechend 4- (120 Leistungspunkte) oder 3-semestrig (90 Leistungspunkte). An manchen Universitäten werden ausschließlich Masterstudiengänge Wirtschaftschemie angeboten, die sich an ein Bachelorstudium der Chemie anschließen können. Die Masterstudiengänge Wirtschaftschemie sind an den verschiedenen Universitäten unterschiedlich gestaltet. Schwerpunkte werden in einem aktuellen Chemie-Forschungszweig (zum Beispiel Nanochemie, Technische Chemie, Polymerchemie, Elektrochemie, Recycling) mit starkem Anwendungsbezug und/oder einer starken Industrieverknüpfung gesetzt. Daneben können Schwerpunkte auf insbesondere den Bereich der Chemie betreffende interdisziplinäre betriebswirtschaftliche Aspekte gesetzt sein, die um rechtswissenschaftliche Aspekte ergänzt werden können. Informationen über die jeweiligen Gestaltungen der Studiengänge an den sieben inländischen Universitäten, die Wirtschaftschemie anbieten, sind den sog. Ausführungsbestimmungen und ggf. den Modellstudienplänen und Wahlpflichtmodulkatalogen zu entnehmen. Die Masterarbeit beinhaltet ein integriertes Problem der Wirtschaftschemie. Die Masterstudiengänge Wirtschaftschemie bereiten auf Management-Positionen oder Positionen in Unternehmensberatungen vor. Nach Abschluss eines konsekutiven oder sich an ein Chemiestudium angeschlossenen Masterstudiums Wirtschaftschemie ist eine Promotion im Bereich Chemie (Dr. rer. nat.), im Bereich Betriebswirtschaftslehre (Dr. rer. pol.) oder im Bereich Wirtschaftschemie (Dr. rer. pol.) möglich.

## Lehramtsstudium
Das Lehramtsstudium ist in Deutschland durch Landesrecht und daher von Land zu Land sehr unterschiedlich geregelt. In allen Bundesländern bieten Universitäten Chemie-Lehramtsstudiengänge an. Es kann – je nach Land bzw. Hochschule – als grundständiges Studium (mit Grund- und Hauptstudium), das mit dem Ersten Staatsexamen abschließt, oder als gestuftes Studium (mit Bachelor- und Master-Abschluss) absolviert werden. Den Absolventen des ersten Staatsexamens wird ein akademischer Grad nicht zuerkannt. In den meisten Bundesländern wurde seit dem Bologna-Prozess das Erste Staatsexamen für Lehrämtler abgeschafft und durch den Master of Education ersetzt. In Bayern, Hessen, Mecklenburg-Vorpommern und Sachsen gibt es nach wie vor das Staatsexamen. Im Bezug auf das Bachelor/Master-System beträgt die Regelstudienzeit meist 6 Semester für den Bachelor und 2–4 Semester für den Master.
In Deutschland werden im Lehramtsstudium inhaltlich Fachwissenschaften, Fachdidaktik und erziehungswissenschaftliche Studienanteile miteinander gekoppelt und um Praxisanteile in Form von Schulpraktika ergänzt. Das Lehramtsstudium Chemie beinhaltet dementsprechend neben der Chemie noch in der Regel ein weiteres Studienfach und Bildungswissenschaften. Das Fach Chemie ist in der Regel (aber nicht in allen Ländern) mit anderen Schulfächern frei kombinierbar, zumeist wird es jedoch in Kombination mit Mathematik, Biologie oder Physik belegt. Das Chemielehramtsstudium besteht aus fachwissenschaftlichen und fachdidaktischen Bestandteilen diese umfassen im Allgemeinen folgende Inhalte:
- Allgemeine und Anorganische Chemie
- Organische Chemie
- Physikalische Chemie
- Laborpraktika
- Chemiedidaktik

Die fachwissenschaftlichen Inhalte werden manchmal in Veranstaltungen zusammen mit den regulären Chemiestudierenden gehört oder an einigen Universitäten in separaten Veranstaltungen nur für Lehramtsstudierende, die noch spezifischer auf sie ausgerichtet sind. Die Anteile der Fachwissenschaften und der Erziehungswissenschaften variieren je nach Land und angestrebter Schulart. In der Chemiedidaktik befassen sich die Studierenden mit der inhaltlichen und methodisch-systematischen Gestaltung des Chemieunterrichts, um die Schüler möglichst motiviert und effektiv in das Grundwissen der Chemie einzuführen. Es werden elementare Kenntnisse und Fähigkeiten vermittelt, welche für den Chemieunterricht benötigt werden. Neben den Methoden des Chemieunterrichts werden daher auch die Inhalte des chemischen Grundwissens logisch verknüpft und motivierend und lernzielorientiert präsentiert. Die Praxisanteile bzw. Schulpraktika des Lehramtsstudiums Chemie bestehen u. a. aus Unterrichtshospitationen und eigenen Unterrichtsstunden. Dabei werden Unterrichtssequenzen, Unterrichtsstunden und Unterrichtsreihen geplant, vorbereitet und (angeleitet) durchgeführt. Laborpraktika spielen auch im Lehramtsstudium Chemie eine wichtige Rolle. Lehrkräfte müssen experimentelle Fertigkeiten beherrschen, um Experimente in den eigenen Unterricht integrieren zu können. Denn das Interesse der Lernenden kann bspw. durch einen interessanten und anschaulichen Experimentalunterricht geweckt werden. Einige Universitäten bieten Veranstaltungen an, in denen schulspezifische Experimente durchgeführt und geübt werden.

### Verschiedene Lehrämter
Im Lehramt für Gymnasien liegt der Schwerpunkt stärker auf den Unterrichtsfächern, daher sind die fachwissenschaftlichen Anteile teilweise höher als im Lehramt für die Primarstufe oder die Sekundarstufe I. Die bildungswissenschaftlichen Anteile sind im Lehramt für die Sekundarstufe I höher. In der Sekundarstufe I (Hauptschulen, Realschulen, Unter- und Mittelstufe der Gesamtschulen, Regelschulen, Mittelschulen etc.) existiert Chemie als eigenes Unterrichtsfach. Je nach Bundesland beginnt der Chemieunterricht ab der 7. oder 8. Klasse. In der Grundschule (Primarstufe) wird Chemie nicht als eigenes Fach unterrichtet, sondern ist Teil des Sachunterrichts mit naturwissenschaftlicher Ausprägung, wobei jedoch biologische und physikalische Aspekte dominieren. Das Studium für die Primarstufe und Sekundarstufe I findet in Baden-Württemberg an Pädagogischen Hochschulen statt, in den übrigen deutschen Ländern an Universitäten. Das Fach Chemie kann ebenfalls im Lehramt für Berufsschulen studiert werden.
Fachlehrkräfte für Chemie sind nach den Einschätzungen und Prognosen der Kultusministerkonferenz (KMK) in vielen Bundesländer mitunter am gefragtesten, besonders im Bereich der Sekundarstufe I und II. In manchen Bundesländern wird aktiv um Lehramtsstudenten dieser MINT-Fächer geworben.

### Statistik Lehramt Chemie
Im Jahr 2008 gab es 56 Universitäten und pädagogische Hochschulen mit dem Studiengang Lehramt Chemie. Die Anfängerzahlen für die Sekundarstufe I lagen bei 505 Personen, für die Sekundarstufe II bei 865 Personen, 1138 studierten einen Zweifach-Bachelor-Studiengang. Es gab 277 Abschlüsse für die Sekundarstufe I, 516 Abschlüsse für die Sekundarstufe II, 97 Abschlüsse im Zweifach-Bachelor-Studiengang. Seit 2009 wird die Statistik der Lehramtsstudierenden von der GDCh nicht mehr erhoben.

### Situation in Österreich
In Österreich ist das Lehramtsstudium Chemie auf das System Bachelor (8 Semester, 240 ECTS) und Master (3–4 Semester, 90–120 ECTS) umgestellt, wobei das Lehramt in Kombination mit einem zweiten Fach studiert wird. In Österreich (alle Bundesländer) findet das Studium für die Primarstufe und die Sekundarstufe I an Pädagogischen Hochschulen statt.